# オグルガイミシュ
オグルガイミシュ（モンゴル語: ᠤᠤᠭᠠᠯ ᠬᠠᠶᠢᠮᠢᠰᠢ Oγul Qaimiš、中国語: 斡兀立海迷失、? - 1252年）は、モンゴル帝国第3代皇帝グユクの皇后。
『元史』などの漢文史料では斡兀立海迷失（wòwūlìhǎimíshī）、『集史』などのペルシア語史料ではاوغول قیمیش خاتون（ūghūl qaīmīsh khātūn）と記される。

## 概要
『集史』「メルキト部族志」によると、オグルガイミシュはメルキト部族の出身であったという。彼女はネストリウス派のキリスト教徒であった。
モンゴル帝国では第2代皇帝オゴデイの死後、オゴデイの長男のグユクを擁立するオゴデイ家とモンケを擁立するトルイ家の間で帝位（カアン位）を巡って政争が生じていた。モンゴルの慣習として、カアンの葬儀と次代のカアンを決定するクリルタイ（会議）の開催はカアンの寡婦が務めることとなっており、クリルタイを取り仕切るオゴデイの寡婦のドレゲネの後押しによって一旦はグユクがカアン位に即いた。しかし、モンケを支持するジョチ家のバトゥらはグユクの即位を認めなかったため、グユクの地位は非常に不安定なものであり、グユクの死後には再びオゴデイ家とトルイ家の間で帝位が争われることとなった。
グユクが1248年に急死すると、慣習に従ってオグルガイミシュがグユクの葬儀を執り行い、摂政監国として国政を代行した。オグルガイミシュはかつてのドレゲネと同様にオゴデイ家の者を次のカアンとするべく、かつてオゴデイが後継者と定めていたシレムンを推戴せんと画策した。1248年に開催されたクリルタイでは、オグルガイミシュが派遣した使者がかつてシレムンがオゴデイより後継者に任ぜられたことを持ち出し、シレムンこそが次代のカアンとなるべきであると主張した。これに対し、トルイ王家のモゲは「オゴデイ・カアンの命に誰が逆らおうか？ しかし以前のクリルタイで［太宗が後継者に定めたシレムンではなく］グユクをカアンに立てたのはドレゲネらであって、すなわち最初にオゴデイ・カアンの命に逆らったのは汝ら［オゴデイ家の人物］である。今になってどうして［シレムン以外の者を立てることを］咎められるというのか？」と反駁し、オゴデイ家側の人物はこれに全く反論できず、結果としてモンケが第4代を継いだ。
モンケの即位後の1252年、シレムンはモンケの暗殺を謀ったとして捕えらえ、オグルガイミシュはモンケの側近モンケセルの尋問を受けた。彼女は全裸にされて尋問を受けたが「この体は君主であるハーン様以外には見せない」と必死に抵抗した。しかし結局は、1252年8月、彼女は白いフェルトの袋に包まれ、川に沈められて、殺されてしまった。後にオグルガイミシュは欽淑皇后と諡されている。